# Ким Сынмин
Ким Сынми́н (кор. 김승민, 金昇玟; более известный как Сынми́н; род. 22 сентября 2000, Сеул) — южнокорейский автор-исполнитель. Является главным вокалистом бой-бэнда Stray Kids, сформированного лейблом JYP Entertainment.
Вне групповой деятельности Сынмин выступал в качестве ведущего в программах «After School Club» и «We K-Pop». Участвовал в написаниях саундтреков для телесериалов «Приморская деревня Ча-ча-ча», «Любовь по контракту», «Ночная фотостудия» и «Картофельная лаборатория».

## Ранняя жизнь и образование
Ким Сынмин родился 22 сентября 2000 года в Сеуле, Республика Корея. В интервью изданию Xport News он выразил намерение стать профессиональным бейсболистом, отмечая, что в детстве занимался бейсболом в качестве праворукого питчера. 23 февраля 2017 года Сынмин занял второе место на 13-м открытом прослушивании JYP Entertainment и был принят стажёром лейбла. 14 февраля 2019 года окончил старшую школу Чхондам.

## Карьера

### 2017—настоящее время: Stray Kids и сольная деятельность
В конце 2017 года Сынмин участвовали в реалити-шоу Stray Kids, которое было посвящено формированию бой-бэнда с одноимённым названием. После реалити-шоу, 8 января 2018 года был выпущен первый пред-дебютный групповой мини-альбом Mixtape. 25 марта 2018 года певец официально дебютировал в качестве участника и вокалиста Stray Kids с выпуском альбома I Am Not. В этом альбоме Сынмин участвовал в написании текстов песни «Mixtape #1». 24 июля Сынмин был выбран постоянным ведущим программы «After School Club» совместно с Чэми и Хан Хиджуном. С 12 июля по 11 октября 2019 года также был ведущим развлекательной программы «We K-Pop», в которой принимали участие Ким Синён, Никхун из 2PM и Инсон из SF9.
25 марта 2021 года была выпущена песня «Piece of a Puzzle», написанная совместно с одногруппниками Пан Чханом и Чханбином, в честь третьей годовщины дебюта группы. Позже данная песня была включена в список композиций альбома SKZ-Replay, выпущенного в декабре 2022 года. 10 октября Сынмин выпустил свой первый оригинальный саундтрек под названием «Here Always» для телесериала «Приморская деревня Ча-ча-ча». Песня дебютировала на 13-м месте в чарте Circle Download Chart за период с 10 по 16 октября и заняла 125-ю позицию в Circle Digital Chart.
19 октября 2022 года выпустил свой второй оригинальный саундтрек «Close to You» для телесериала «Любовь по контракту». Песня дебютировала на 154-й позиции в Circle Download Chart за период с 16 по 22 октября. 21 декабря была выпущена сольная песня Сынмина «Stars and Raindrops», вошедшая в состав сборника SKZ-Replay.
7 марта 2024 года Сынмин принял участие в написании оригинального саундтрека «Destiny» для телесериала «Ночная фотостудия», выпущенного 9 апреля. Песня дебютировала на 103-й позиции в Circle Download Chart за период с 7 по 13 апреля. 15 марта выпустил оригинальный саундтрек «Phobia» для веб-романа и веб-туна «Я — королева в этой жизни». Композиция дебютировала на 160-й позиции в Circle Download Chart за период с 10 по 16 марта. 18 марта Сынмин был выбран первым питчером для специальной игры между сборной Кореи и Лос-Анджелес Доджерс в рамках МЛБ в сезоне 2024 в Сеуле, организованной совместно со стриминговым сервисом Coupang Play.
В сентябре 2024 года во время мирового тура «Dominate World Tour» исполнил свою невыпущенную сольную песню «As We Are». Позже песня была включена в групповой микстейп Hop, выпущенный 13 декабря. «As We Are» занимал 29-ю позицию в Circle Download Chart в период с 22 по 28 декабря.
28 февраля 2025 года было анонсировано, что Сынмин примет участие в написании песни «My Destiny» в качестве саундтрека для дорамы «Картофельная лаборатория»; релиз песни состоялся 2 марта 2025 года. «My Destiny» дебютировал на 139-й позиции в Circle Download Chart и на 36-й в BGM Chart в период 2 по 8 марта. 8 апреля также было объявлено, что он и его одногруппники Ли Ноу и Ай Эн примут участие в написании песни в качестве одного из саундтреков для дорамы «Соседская мудрость». Позже было объявлено название песни, именуемой «Start!» и была выпущена 12 апреля.

## Другая деятельность

### Мода
В ноябре 2023 года Сынмин появился на специальной обложке журнала Nylon Japan в рамках совместной праздничной кампании с брендом Coach в Японии. 1 марта 2024 года впервые появился на Неделе моды в Париже, посетив показ женской коллекции Loewe «Осень—Зима 2024». Британский журнал Vogue выделил его в статье о «лучших стилях первого ряда» во время Парижской недели моды.
В марте 2025 года посетил вечеринку ювелирного дома Chaumet в Париже, одновременно появляясь в майской обложке журнала W Korea. 5 июня 2025 года Сынмин снялся в июньском обложке Harper’s Bazaar Korea, представляя ювелирный бренд Burberry. Дом моды позже объявил его своим новым послом.

## Личная жизнь

### Состояние здоровья
20 сентября 2023 года Сынмин, Ли Ноу и Хёнджин попали в дорожно-транспортное происшествие, в результате которого были получены незначительные травмы, что ограничило их участие на фестивале «Global Citizen Festival».

## Дискография

### Песни
| Название                                                                        | Год  | Высшие позиции в чартах | Высшие позиции в чартах | Высшие позиции в чартах | Высшие позиции в чартах | Высшие позиции в чартах | Альбом            |
| Название                                                                        | Год  | KOR DL                  | UK Sales                | NZ Hot                  | US World                | JPN DL                  | Альбом            |
| ------------------------------------------------------------------------------- | ---- | ----------------------- | ----------------------- | ----------------------- | ----------------------- | ----------------------- | ----------------- |
| «My Universe» (с Ай Эном)                                                       | 2020 | —                       | —                       | —                       | 21                      | —                       | In Life           |
| «Piece of a Puzzle» (кор. 조각) (с Чханбином)                                   | 2021 | —                       | —                       | —                       | —                       | —                       | SKZ-Replay        |
| «Up All Night» (кор. 오늘 밤 나는 불을 켜) (c Пан Чханом, Чханбином и Феликсом) | 2021 | —                       | —                       | —                       | —                       | —                       | SKZ-Replay        |
| «Gone Away» (кор. 오늘 밤 나는 불을 켜) (c Ханом и Ай Эном)                     | 2021 | 25                      | —                       | —                       | —                       | —                       | Noeasy            |
| «Waiting For Us» (кор. 피어난다) (c Пан Чханом, Ли Ноу и Ай Эном)               | 2022 | 25                      | —                       | —                       | —                       | —                       | Oddinary          |
| «Can’t Stop» (кор. 나 너 좋아하나봐) (с Ай Эном)                                | 2022 | 31                      | —                       | —                       | —                       | —                       | Maxident          |
| «Stars and Raindrops» (кор. 내려요)                                             | 2022 | 195                     | —                       | —                       | —                       | —                       | SKZ-Replay        |
| «Hold On»                                                                       | 2023 | —                       | —                       | —                       | —                       | —                       | Неальбомные песни |
| «Perfume»                                                                       | 2023 | —                       | —                       | —                       | —                       | —                       | Неальбомные песни |
| «Snain» (кор. 비바람) (с Чханбином и Феликсом)                                  | 2023 | —                       | —                       | —                       | —                       | —                       | Неальбомные песни |
| «Respirator» (кор. 산소호흡기) (c Ханом)                                        | 2024 | —                       | —                       | —                       | —                       | —                       | Неальбомные песни |
| «As We Are» (кор. 그렇게, 천천히, 우리)                                         | 2024 | 29                      | —                       | —                       | —                       | —                       | Hop               |
| «Cinema» (с Ли Ноу)                                                             | 2025 | 141                     | 47                      | 31                      | 2                       | 52                      | Mixtape: Dominate |
| «Goodbye»                                                                       | 2025 | —                       | —                       | —                       | —                       | —                       | Неальбомная песня |
| «—» означает, что песня не попала в чарт или не была выпущена в данном регионе. |      |                         |                         |                         |                         |                         |                   |

### Саундтреки
| Название                                                                        | Год  | Высшие позиции в чартах | Высшие позиции в чартах | Высшие позиции в чартах | Альбом                                |
| Название                                                                        | Год  | KOR                     | HUN                     | US World                | Альбом                                |
| ------------------------------------------------------------------------------- | ---- | ----------------------- | ----------------------- | ----------------------- | ------------------------------------- |
| «Here Always»                                                                   | 2021 | 125                     | 8                       | 8                       | Hometown Cha-Cha-Cha OST Part.7       |
| «Close to You»                                                                  | 2022 | —                       | —                       | —                       | Love in Contract OST Part.3           |
| «Phobia»                                                                        | 2024 | —                       | —                       | —                       | I’m the Queen in This Life OST Part.2 |
| «Destiny» (кор. 우리 만남은 우연이었을까요)                                     | 2024 | —                       | —                       | —                       | The Midnight Studio OST Part.5        |
| «My Destiny»                                                                    | 2025 | —                       | —                       | —                       | The Potato Lab OST Part.1             |
| «Start!» (с Ли Ноу и Ай Эном)                                                   | 2025 | —                       | —                       | —                       | Resident Playbook OST Part.1          |
| «—» означает, что песня не попала в чарт или не была выпущена в данном регионе. |      |                         |                         |                         |                                       |

### Авторство
Всё авторство было приведено из данных Корейской ассоциации авторских прав на музыку, если не указан иной источник.
| Год              | Название                                         | Исполнитель                      | Альбом            | Текст | Текст                                                         | Музыка | Музыка                                                        |
| Год              | Название                                         | Исполнитель                      | Альбом            | Лично | Соавторы                                                      | Лично  | Соавторы                                                      |
| ---------------- | ------------------------------------------------ | -------------------------------- | ----------------- | ----- | ------------------------------------------------------------- | ------ | ------------------------------------------------------------- |
| 2018             | «4419»                                           | Stray Kids                       | Mixtape           | Yes   | Пан Чхан, Чханбин, Хан, Хёнджин                               | No     | н/д                                                           |
| 2018             | «Mixtape #1»                                     | Stray Kids                       | I Am Not          | Yes   | Пан Чхан, Чханбин, Хан, Хёнджин, Феликс, Уджин, Ай Эн, Ли Ноу | No     | н/д                                                           |
| 2018             | «Who»                                            | Stray Kids                       | I Am Who          | Yes   | Хан, Уджин                                                    | Yes    | Хан, Уджин                                                    |
| 2018             | «Mixtape #2»                                     | Stray Kids                       | I Am Who          | Yes   | Пан Чхан, Чханбин, Хан, Хёнджин, Ли Ноу, Феликс, Уджин, Ай Эн | Yes    | Пан Чхан, Чханбин, Хан, Хёнджин, Ли Ноу, Феликс, Уджин, Ай Эн |
| 2018             | «Mixtape #3»                                     | Stray Kids                       | I Am You          | Yes   | Пан Чхан, Чханбин, Хан, Хёнджин, Ли Ноу, Феликс, Уджин, Ай Эн | Yes    | Пан Чхан, Чханбин, Хан, Хёнджин, Ли Ноу, Феликс, Уджин, Ай Эн |
| 2019             | «Mixtape #4»                                     | Stray Kids                       | Clé 1: Miroh      | Yes   | Пан Чхан, Чханбин, Хан, Хёнджин, Ли Ноу, Феликс, Уджин, Ай Эн | Yes    | Пан Чхан, Чханбин, Хан, Хёнджин, Ли Ноу, Феликс, Уджин, Ай Эн |
| 2019             | «Mixtape #5»                                     | Stray Kids                       | Clé: Levanter     | Yes   | Пан Чхан, Чханбин, Хан, Ли Ноу, Хёнджин, Феликс, Ай Эн        | Yes    | Пан Чхан, Чханбин, Хан, Ли Ноу, Хёнджин, Феликс, Ай Эн        |
| 2020             | «My Universe»                                    | Сынмин и Ай Эн                   | In Life           | Yes   | Айгги, Ун Ким, Чханбин, Ай Эн                                 | No     | н/д                                                           |
| 2021             | «Piece of a Puzzle» (кор. 조각)                  | Чханбин и Сынмин                 | SKZ-Replay        | Yes   | Чханбин                                                       | Yes    | Пан Чхан, Чханбин                                             |
| 2021             | «Gone Away» (кор. 오늘 밤 나는 불을 켜)          | Хан, Сынмин и Ай Эн              | Noeasy            | Yes   | Хан, Ай Эн                                                    | Yes    | Хан, Ай Эн, Армадайлло, Гамп                                  |
| 2021             | «Placebo»                                        | Stray Kids                       | SKZ2021           | Yes   | Пан Чхан, Чханбин, Хан, Ли Ноу, Хёнджин, Феликс, Ай Эн        | Yes    | Пан Чхан, Чханбин, Хан, Ли Ноу, Хёнджин, Феликс, Ай Эн        |
| 2021             | «Behind The Light» (кор. 그림자도빛이있어야존재) | Stray Kids                       | SKZ2021           | Yes   | Пан Чхан, Чханбин, Хан, Ли Ноу, Хёнджин, Феликс, Ай Эн        | Yes    | Пан Чхан, Чханбин, Хан, Ли Ноу, Хёнджин, Феликс, Ай Эн        |
| 2021             | «For You»                                        | Stray Kids                       | SKZ2021           | Yes   | Пан Чхан, Чханбин, Хан, Ли Ноу, Хёнджин, Феликс, Ай Эн        | Yes    | Пан Чхан, Чханбин, Хан, Ли Ноу, Хёнджин, Феликс, Ай Эн        |
| 2021             | «Hoodie Season»                                  | Stray Kids                       | SKZ2021           | Yes   | Пан Чхан, Чханбин, Хан, Ли Ноу, Хёнджин, Феликс, Ай Эн        | Yes    | Пан Чхан, Чханбин, Хан, Ли Ноу, Хёнджин, Феликс, Ай Эн        |
| 2021             | «Broken Compass» (кор. 고장난나침반)             | Stray Kids                       | SKZ2021           | Yes   | Пан Чхан, Чханбин, Хан, Ли Ноу, Хёнджин, Феликс, Ай Эн        | Yes    | Пан Чхан, Чханбин, Хан, Ли Ноу, Хёнджин, Феликс, Ай Эн        |
| 2022             | «Waiting For Us» (кор. 피어난다)                 | Пан Чхан, Ли Ноу, Сынмин и Ай Эн | Oddinary          | Yes   | Пан Чхан, Ли Ноу, Ай Эн                                       | Yes    | Пан Чхан, Ли Ноу, Ай Эн, Никко Ён                             |
| 2022             | «Can’t Stop»                                     | Сынмин и Ай Эн                   | Maxident          | Yes   | Ай Эн, Хон Джи Сан                                            | Yes    | Ай Эн, Хон Джи Сан                                            |
| 2023             | «Novel»                                          | Stray Kids                       | The Sound         | Yes   | KM-Markit                                                     | Yes    | Пан Чхан, Никко Ён                                            |
| 2023             | «Party’s Not Over»                               | Stray Kids                       | Неальбомные песни | Yes   | Чханбин, Restart                                              | Yes    | Чханбин, Restart                                              |
| 2023             | «Perfume»                                        | Сынмин                           | Неальбомные песни | Yes   | Restart                                                       | Yes    | Restart, Чхэ Ган Хэ                                           |
| 2023             | «Respirator» (кор. 산소호흡기)                   | Хан и Сынмин                     | Неальбомные песни | Yes   | Хан                                                           | Yes    | Хан, Ким Сон Тхэ, Кан Ён Ну, High Brew                        |
| 2024             | «As We Are» (кор. 그렇게천천히우리)              | Сынмин                           | Hop               | Yes   | Хон Джи Сан                                                   | Yes    | Хон Джи Сан                                                   |
| 2025             | «Cinema»                                         | Ли Ноу и Сынмин                  | Mixtape: Dominate | Yes   | Ли Ноу                                                        | Yes    | Ли Ги Хван, Кона                                              |
| Всего — 23 песен |                                                  |                                  |                   |       |                                                               |        |                                                               |

## Видеография

### Музыкальные видеоклипы
| Название     | Год  | Исполнитель            | Альбом                       | Ссылка |
| ------------ | ---- | ---------------------- | ---------------------------- | ------ |
| «As We Are»  | 2024 | Он сам                 | Hop                          | [ 59 ] |
| «My Destiny» | 2025 | Он сам                 | The Potato Lab OST Part.1    | [ 60 ] |
| «Start!»     | 2025 | Ли Ноу, Сынмин и Ай Эн | Resident Playbook OST Part.1 | [ 61 ] |

## Фильмография

### Телевизионные программы
| Год  | Название            | Источник |
| ---- | ------------------- | -------- |
| 2017 | Stray Kids          | [ 62 ]   |
| 2023 | King of Mask Singer | [ 63 ]   |

### Ведущий
| Год  | Название          | Источник |
| ---- | ----------------- | -------- |
| 2018 | After School Club | [ 13 ]   |
| 2019 | We K-Pop          | [ 14 ]   |

### Радиошоу
| Год  | Название            | Роль   | Источник |
| ---- | ------------------- | ------ | -------- |
| 2021 | Day6 Kiss the Radio | Диджей | [ 64 ]   |

### Комментарии
1. ↑  В 2019 году, «Mixtape #1» также был включён в мини-альбом Clé 2: Yellow Wood[12].
2. 1 2 3 4  Позднее в 2019 году песня включена в мини-альбом Clé 2: Yellow Wood.
3. 1 2 3  В 2021 году песня была перезаписана и перевыпущена в составе сборника SKZ2021, где авторство Уджина было удалено.
4. ↑  Песня «Mixtape #5» является физической бонусной песней альбома Clé: Levanter.

1. ↑  «Close to You» не попал в Circle Digital Chart, но занял 154-ю позицию в Download Chart[21].
2. ↑  «Phobia» не попал в Circle Digital Chart, но занял 160-ю позицию в Circle Download Chart[27].
3. ↑  «Destiny» не попал в Circle Digital Chart, но занял 103-ю позицию в Download Chart[25] и 6-ю в BGM Chart[55].
4. ↑  «My Destiny» не попал в Circle Digital Chart, но занял 139-ю позицию в Download Chart[34] и 36-ю в BGM Chart[35].
5. ↑  «Start!» не попал в Circle Digital Chart, но занял 58-ю позицию в Download Chart[56] и 87-ю в BGM Chart[57].